# Escola Secundária Afiliada da Universidade Normal da Mongólia Interior
A Escola Secundária Afiliada da Universidade Normal da Mongólia Interior (chinês tradicional: 內蒙古師範大學附屬中學, chinês simplificado: 内蒙古师范大学附属中学), abreviada como Fuzhong, é uma escola secundária pública que atende os níveis do ensino médio, localizada em Hohhot, Mongólia Interior.  Fundada em 1954, ela é uma escola pública que combina as culturas chinesa e mongol. É uma escola secundária importante da Mongólia Interior e é uma das principais escolas que incorporam aspectos históricos e culturais da região.